# 丹尼斯·麦克多诺
丹尼斯·理查德·麦克多诺（英語：Denis Richard McDonough，1969年12月2日—），美国政治人物，生於美国明尼蘇達州斯蒂爾沃特。曾任第11任美国退伍军人事务部长。他擔任第26任白宮幕僚長，也是巴拉克·歐巴馬總統任內的最後一任；於明尼蘇達州聖約翰大學修讀文學士畢業，其後再於喬治城大學修讀其他碩士學位。
2020年12月10日，美国总统乔·拜登在就任前提名麦克多诺为退伍军人事务部长，於2021年2月9日就任。